# Hand & Nails Wiesbaden
Die HAND & NAILS war eine Nagel-Fachmesse, die von 2009 bis 2011 jährlich in Wiesbaden stattfand und von der KOSMETIK international Messe GmbH in den Rhein-Main-Hallen ausgerichtet wurde. Es war die einzige Fachmesse in Deutschland, die sich ausschließlich dem Thema Nagelkosmetik widmete. Dazu zählen Nail-Art, Nagelpflege und –design, Behandlungen sowie entsprechendes Zubehör. Zusätzlich waren Aussteller aus verwandten Branchen wie der Kosmetik und Fußpflege vertreten. Zielgruppe der Messe waren Fachbesucher.